# المعهد القومي للتغذية (مصر)
المعهد القومي للتغذية هو معهد حكومي صحي مصري أنشئ عام 1955 يتبع الهيئة العامة للمستشفيات والمعاهد التعليمية منذ سنة 1975 والتي تخضع إلى وزارة الصحة. اختير المعهد مركز معاون لمنظمة الصحة العالمية للأبحاث والتدريب في مجال التغذية في عام 1992.

## اختصاصات المعهد
- الارتقاء بالمستوى الصحى التغذوى للمواطنين وخفض معدلات أمراض سوء التغذية والأمراض المزمنة ذات العلاقة بالغذاء وأمن وسلامة الغذاء المتداول والمتناول عن طريق:
- إجراء البحوث العلمية في مختلف المجالات (الطبية والمعملية والغذائية) وذلك لتحديد المشاكل التغذوية.
- إجراء البحوث التطبيقية وذلك تبعا للمتطلبات والمشاكل الصحية.
- التشخيص المبكر لأمراض سوء التغذية عن طريق العيادات العامة والتخصصية بالمعهد.
- تقديم الخدمات التدريبية والاستشارات ذات العلاقة بالغذاء والتغذية للقطاعات المختلفة.
- إجراء تحليلات ضبط الجودة لبعض الأغذية الخاصة قبل إجازتها للتداول.
- تنمية الكوادر البشرية والارتقاء بمستوى الباحثين.
- الاهتمام بنشر الوعى الغذائي السليم سواء في الصحة أو المرض.
- المساهمة في إصدار التشريعات بلجان دستور الأغذية المصرية والدولية كأساس لسلامة الأغذية المتداولة في مصر.
- التعاون العلمي على المستوى المحلى والأقليمى والدولى وتبادل الخبرات والمعلومات.

## مديري المعهد
- أ.د. / سحر خيري
- أ.د. / جيهان فؤاد
- أ.د. / إيمان الجابري
- أ.د. / عفاف عبد الفتاح
- أ.د. / زينب بكري الصدفي